# Меховиці (Мазовецьке воєводство)
Меховиці (пол. Miechowice) — село в Польщі, у гміні Могельниця Груєцького повіту Мазовецького воєводства.
Населення — 269 осіб (2011).
У 1975-1998 роках село належало до Радомського воєводства.

## Демографія
Демографічна структура станом на 31 березня 2011 року:
|          | Загалом | Допрацездатний вік | Працездатний вік | Постпрацездатний вік |
| -------- | ------- | ------------------ | ---------------- | -------------------- |
| Чоловіки | 124     | 20                 | 83               | 21                   |
| Жінки    | 145     | 24                 | 88               | 33                   |
| Разом    | 269     | 44                 | 171              | 54                   |